# 黄墩街道
黄墩街道，是中华人民共和国福建省南平市延平区下辖的一个乡镇级行政单位。

## 行政区划
黄墩街道下辖以下地区：
东教社区、星光社区、五里亭社区、大丰社区、大沟社区、马林社区、大作社区、常坑口社区和黄墩村。